# Альберто Пуельйо
Альберто Пуельйо (ісп. Alberto Puello; 22 липня 1994) — домініканський професійний боксер, чемпіон світу за версіями WBA (2022—2023) та WBC (2024—2025) в першій напівсередній вазі.

## Професіональна кар'єра
Дебютував на професійному рингу 2015 року.
27 липня 2019 року в бою проти іспанця Хонатана Алонсо одностайним рішенням завоював титул «тимчасового» чемпіона WBA в першій напівсередній вазі.
20 серпня 2022 року в бою проти Батира Ахмедова (Росія) завоював вакантний титул чемпіона WBA в першій напівсередній вазі. Свій перший захист титулу планував провести проти Роландо Ромеро і поєдинок мав відбутися 13 травня 2023 року. 19 квітня Пуельйо провалив допінг-тест. 10 травня 2023 року, позбавивши звання, його назвали чемпіоном у відпустці, а 22 червня — дискваліфікували на шість місяців.
15 червня 2024 року в бою за вакантний титул «тимчасового» чемпіона WBC в першій напівсередній вазі здобув перемогу розділеним рішенням над Гері Антуан Расселлом (США). 24 червня, після того як колишній чемпіон WBC в першій напівсередній вазі Девін Хейні був оголошений чемпіоном у відпустці, Пуельйо був підвищений до повноцінного титулу.
1 березня 2025 року в першому захисті титулу WBC в конкурентному бою переміг розділеним рішенням іспанця Сандора Мартіна. 12 липня 2025 року зазнав першої поразки рішенням більшості суддів від Сабріеля Матіаса (Пуерто-Рико) і втратив титул чемпіона WBC у першій напівсередній вазі.